# Armida Barelli
Armida Barelli (ur. 1 grudnia 1882 w Mediolanie; zm. 15 sierpnia 1952 w Marzio) – włoska błogosławiona Kościoła katolickiego. 

## Życiorys
Pochodziła z zamożnej rodziny mieszczańskiej. W 1909 roku poznała Ritę Tonoli, pomagała opuszczonym dzieciom w mediolańskiej dzielnicy przestępców. Potem została tercjarką franciszkańską, a także zorganizowała ruch Żeńskiej Młodzieży Akcji Katolickiej. Założyła Instytut Świecki Misjonarek Królewskości Chrystusa.
Zmarła w 1952 roku mając 69 lat w opinii świętości. Została pochowana w krypcie kaplicy Najświętszego Serca Katolickiego Uniwersytetu Najświętszego Serca w Mediolanie, którego była współzałożycielką. 
Od 1970 trwa jej proces beatyfikacyjny. 1 czerwca 2007 podpisano przez papieża Benedykta XVI dekret o heroiczności jej cnót zaś 20 lutego 2021 podpisano dekret uznający cud za jej wstawiennictwem, co otworzyło drogę do jej beatyfikacji, która odbyła się 30 kwietnia 2022 w Mediolanie.
Jej wspomnienie liturgiczne obchodzone jest 19 listopada.